# 233
El año 233 (CCXXXIII) fue un año común comenzado en martes del calendario juliano, en vigor en aquella fecha.
En el Imperio romano el año fue nombrado como el del consulado  de Claudio y Paterno o, menos comúnmente, como el 986 Ab urbe condita, siendo su denominación como 233 posterior, de la Edad Media, al establecerse el Anno Domini.

## Acontecimientos
- El emperador romano Alejandro Severo retorna de su campaña contra Ardacher I, rey sasánida de los persas. Aunque ninguno de los dos ha obtenido una victoria neta, con numerosos muertos en ambas partes, Ardacher decide retirarse a las fronteras previas al inicio de la guerra. El 25 de septiembre, Alejandro Severo entra en Roma con una marcha triunfal como si hubiera obtenido una gran victoria. Esta marcha no frena su descrédito e impopularidad.
- El Imperio romano sufre desde este año una serie de invasiones germánicas en el nordeste que no serían detenidas hasta el 235.